# Адольф Шарль Адам

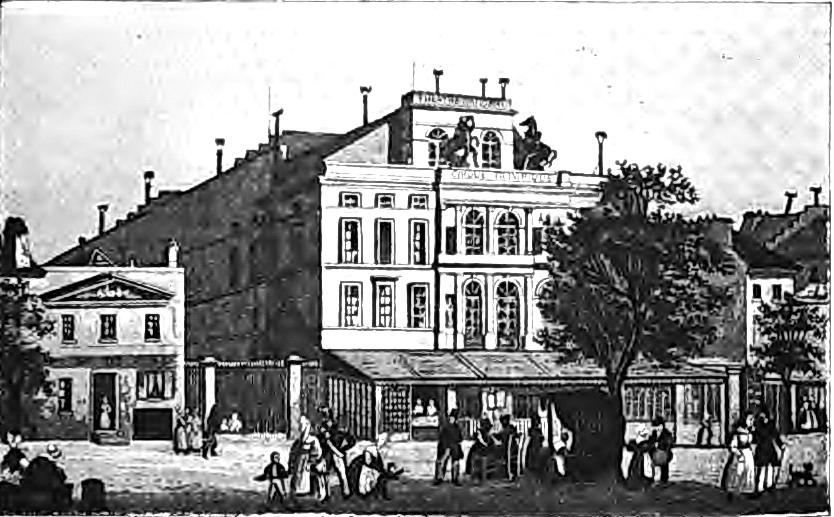
Національна опера Адана

Адольф Шарль Адам (фр. Adolphe Charles Adan; 24 липня 1803, Париж — 3 травня 1856, Париж) — французький композитор, музичний критик. Автор більше ніж сорока опер та балетів. З них найпопулярнішими є «Листоноша з Лонжюмо» (1836) та «Король з Івета» (1842). Найвідоміші його балети «Жізель» (1841) i «Корсар» (1856). Разом з Мішелем Карре написав лібрето до опери Шарля Гуно «Фауст». 1847 року написав також музику до всесвітньо відомої колядки «Свята ніч» (фр. Cantique de Noël, англ. O Holy Night).

## Біографія
Адольф Шарль Адам  народився в родині Жан-Луї Адама (1758—1848) — композитора і учителя музики у Паризькій консерваторії. Мати була дочкою лікаря. Уже в дитинстві вивчаючи музику імпровізував. Закінчив Паризьку консерваторію, до якої вступив у 1821 році й навчався під керівництвом відомого композитора опер Франсуа Бойельд'є (фр. François-Adriena Boïeldieu). У 1825 році допоміг вчителеві у постановці його опери «Біла дама» (фр. La dame blanche). За зароблені гроші подорожував Європою і познайомився з Еженом Скрібом, з яким успішно потім співпрацював. 1829 року написав першу свою оперу на одну дію «Петро і Катерина» (фр. Pierre et Catherine). 1838 року в Санкт-Петербурзі поставив свій балет «Діва Дунаю» та 1840 року — «Морський розбійник».
У 1841 році поставив у Паризькій опері балет «Жізель» (лібрето Теофіля Готьє), яким утвердив романтичний напрям у французькому балетному мистецтві.

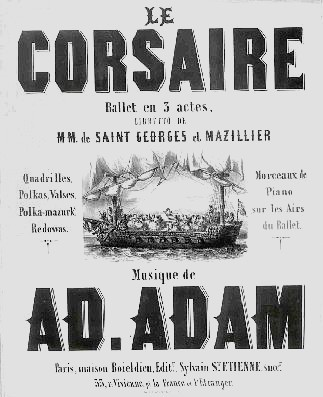

З 1844 року став почесним членом Інституту Франції, а в 1849 році здобув звання професора.
У 1847 році Адольф Адам, який посварився з директором Паризької опери, відкрив за власні гроші «Національну оперу» (фр. Opéra-National). Четвертий у Парижі оперний театр у будівлі Cirque-Olympique, однак через Французьку революцію 1848 року його театр було закрито, а композитор довгі роки віддавав борги.
Серед балетів Адама найвизначнішим вважається «Корсар» (1856).
Адам мав і літературний талант. Він писав фейлетони і статті до газет, опублікував свої спогади.
Адольф Адам у 1829 році одружився з актрисою Сарі Леско, з якою у нього був син, Адріан Леопольд Адам (1832—1851). Після смерті дружини 1851 року він одружився з Шері Луїзою Куро, з якою жив до своєї смерті.
Адольф Шарля Адам помер в 1856 році.

## Твори

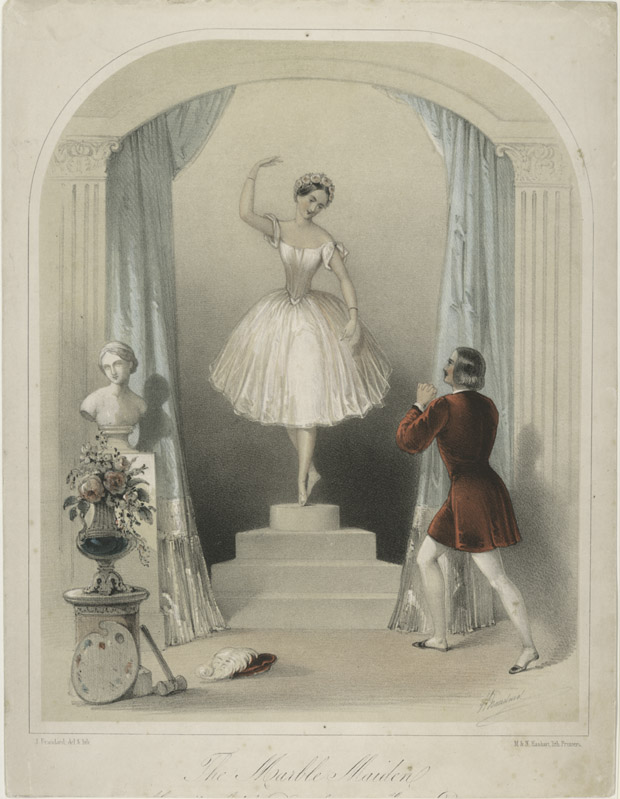
Дівчина з мармуру, 1847,
Адель Думілятр і Люс'єн Петіпа

### Опери
- Le Mal du pays ou la Bâtelière de Brientz — Gymnase-Dramatique, Париж, 28 грудня 1827
- Le Jeune Propriétaire et le Vieux Fermier — Nouveautés, Париж, 6 лютого 1829
- Pierre et Catherine — Opéra-Comique, Париж, 6 лютого 1829

### Балети
- Біла кіточка, La Chatte blanche — Nouveautés, Париж, 26 липня 1830
- Фауст — King's Theatre, Лондон 16 лютого 1833
- Діва Дунаю — Opéra de Paris, Париж, 21 вересня 1836
- Могікани, Les Mohicans — Паризька опера, 5 липня 1837
- Морський розбійник, Morskoï Rasbonick — Санкт-Петербург, 21 лютого 1840
- Жізель, або Віли, Giselle, ou les Wilis — Паризька опера, 28 червня 1841
- Біснування, Le Diable à quatre — Паризька опера, 11 серпня 1845
- Дівчина з мармуру, La Fille de marbre — театр Друрі-Лейн (Лондон), 27 вересня 1845
- Грісельдіс або п'ять почуттів, Griseldis ou les Cinq Sens — Паризька опера, 16 лютого 1848
- Хрещениця Фея, Le Filleule des fées — Паризька опера, 8 жовтня 1849
- Орфа, Orfa — Паризька опера, 29 грудня 1852
- Корсар, Le Corsaire — Паризька опера, 23 січня 1856